# West Roxbury
West Roxbury ist ein Stadtteil (neighborhood) der Stadt Boston im Bundesstaat Massachusetts in den Vereinigten Staaten. Das Viertel wird von Roslindale im Nordosten, Dedham im Westen und Süden, Brookline im Norden und Newton im Westen begrenzt. West Roxbury wird häufig mit Roxbury verwechselt, aber beide Stadtteile sind durch Jamaica Plain und Roslindale voneinander getrennt. Der Stadtteil wird häufig als „Vorort innerhalb der Stadt“ bezeichnet.
Die wichtigste Straße in West Roxbury ist die Centre Street, entlang derer viele Restaurants und kommerzielle Einrichtungen zu finden sind. Heute vermitteln die mit Bäumen gesäumten Straßen und die vielen Einfamilienhäuser den Eindruck eines Vororts innerhalb des Stadtgebiets. Im Stadtteil leben viele Einwohner mit irischer Abstammung sowie eine kleinere Anzahl irischer Immigranten aus jüngerer Vergangenheit.

## Geschichte

### Religionen
In West Roxbury gibt es viele Gotteshäuser, darunter drei katholische Gemeinden, mehrere Kirchen verschiedener protestantischer Richtungen sowie eine Synagoge.

### Einwohnerentwicklung
Analog zu den benachbarten Gemeinden wuchs die Einwohnerzahl von West Roxbury mit der schrittweisen Errichtung des gleichnamigen Zweigs der Boston and Providence Railroad. Später folgten weitere Wachstumsschübe durch die Entwicklung und Einführung elektrifizierter Straßenbahnen.
Seit den 1980er Jahren ging die Bevölkerung geringfügig zurück, jedoch konnte 2010 ein erneuter Zuwachs festgestellt werden. In West Roxbury lebten im Jahr 2010 86 % Weiße, 6 % Afroamerikaner, 3 % Asiaten sowie 5 % Hispanics bzw. Latinos.

## Kultur und Sehenswürdigkeiten

### Bauwerke

#### Theodore Parker Church
An der Ecke Centre und Corey Street sind an der Theodore Parker Church sieben Buntglasfenster zu sehen, die von den Tiffany Studios zwischen 1894 und 1927 angefertigt wurden. Das 1890 von Alexander Wadsworth Longfellow, Jr. entworfene und 1900 von Henry Seaver umgebaute Kirchengebäude wird heute als Gemeindezentrum genutzt. Theodore Parker, ein Verfechter progressiver religiöser Ideen, Anhänger des Abolitionismus sowie Befürworter des Frauenwahlrechts, war von 1837 bis 1846 Pfarrer der unitarischen Gemeinde.

#### Weitere Sehenswürdigkeiten
- Roxbury Latin School
- Kirche der Teresa von Ávila (römisch-katholisch)
- Westerly Burial Ground
- Catholic Memorial School
- Zweigstelle der Boston Public Library
- Brook Farm (ein utopisches Experiment aus den 1840er Jahren über Lebensgemeinschaften)

### Friedhöfe

#### Westerly Burial Ground
Der Friedhof Westerly Burial Ground (auch Westerly Burying Ground) befindet sich an der Centre und Lagrange Street und wurde im Jahr 1683 eingerichtet, um die ortsnahe Bestattung von Einwohnern aus Jamaica Plain und dem westlichen Teil der damaligen Stadt Roxbury zu ermöglichen. Zuvor wurden diese auf dem heutigen Eliot Burying Ground in der Nähe des Dudley Square beerdigt, der jedoch vergleichsweise weit entfernt gelegen war und eine lange Anreise erforderte. Mit der Annexion von West Roxbury durch Boston am 5. Januar 1874 wurde der Friedhof ebenfalls der Stadt Boston und dort dem neuen Stadtteil West Roxbury zugeordnet. Acht Veteranen der amerikanischen Revolution und fünfzehn Veteranen des Sezessionskriegs sind dort unter anderem beerdigt.
Der Westerly Burying Ground beinhaltet eine bedeutende Sammlung von Grabkunst aus drei Jahrhunderten. Ein Drittel der noch vorhandenen Grabsteine datiert aus dem 18., etwa die Hälfte aus dem 19. Jahrhundert. Lediglich um die 20 % der Grabsteine tragen Daten aus dem 20. Jahrhundert. Der älteste noch erhaltene Grabstein stammt aus dem Jahr 1691 und weist das Grab von James und Merriam Draper aus, einer bekannten Familie aus West Roxbury.
Der Friedhof wurde am 20. November 1987 unter der Nummer 87001401 in das National Register of Historic Places eingetragen.

#### Boston United Hand in Hand Cemetery
Der Friedhof Boston United Hand in Hand Cemetery befindet sich an der Centre Street an der Grenze zu Dedham. Er wurde 1875 eingerichtet, war jedoch bereits im Jahr 1896 vollständig belegt und wurde in der Folge mehrfach erweitert. Der jüngste Teil des Friedhofs wird auch heute noch genutzt. Aktueller Eigentümer des Geländes ist die Gemeinde Mishka Tefila aus Chestnut Hill.

### Regelmäßige Veranstaltungen
Jährlich findet am ersten Sonntag im Juni das Corrib Classic 5K Road Race auf dem Billings Field an der LaGrange Street statt. Die Veranstaltung wurde 1994 mit 250 Startern begonnen und gehört heute mit regelmäßig etwa 2.000 Teilnehmern zu den größten Straßenläufen der Stadt. Während des Rennens wird die Centre Street kurzzeitig gesperrt. Es handelt sich um eine vom dort ansässigen Corrib Pub and Restaurant organisierte Wohltätigkeitsveranstaltung, die mit dem Lauf insgesamt bereits mehr als eine halbe Million US-Dollar für eine Vielzahl lokaler Projekte einsammeln konnte.
Die Parkway Little League Parade ist eine deutlich kleinere Veranstaltung, um Baseball der Little League in West Roxbury und Roslindale zu etablieren. Junge Baseballspieler marschieren dabei in ihren Uniformen vom Fallon Field in Roslindale zum Guy Cammarata Complex in West Roxbury.

## Wirtschaft und Infrastruktur

### Verkehr
Der Needham-Zweig der MBTA Commuter Rail hält in West Roxbury an den drei Stationen Bellevue, Highland und West Roxbury, wo auch verschiedene Buslinien halten oder enden.

### Öffentliche Einrichtungen
Auf der anderen Seite des Charles River befindet sich am VFW Parkway ein Krankenhaus des Department of Veterans Affairs.

### Bildung

#### Schulen
Die Boston Public Schools betreiben die öffentlichen Schulen im Stadtteil. Diese sind:
- Ludwig van Beethoven Elementary School[4]
- William Ohrenberger School[5]
- Joyce Kilmer K-8 School[6]
- Patrick Lyndon K-8 School[7]

Im West Roxbury Education Complex befindet sich die Urban Science Academy, die im Jahr 2011 mit der zuvor eigenständigen Schule Parkway Academy of Technology and Health verschmolzen wurde. Im gleichen Komplex befindet sich ebenfalls die West Roxbury Academy (zuvor Media Communications Technology High School).
Die Roxbury Latin School ist eine im Stadtteil ansässige, bereits im Jahr 1645 gegründete Privatschule. Das Schulgebäude befindet sich seit 1927 an der Saint Theresa Avenue. Das Erzbistum Boston unterhält darüber hinaus die Holy Name Parish School sowie die St. Theresa of Avila School.

#### Öffentliche Bibliotheken

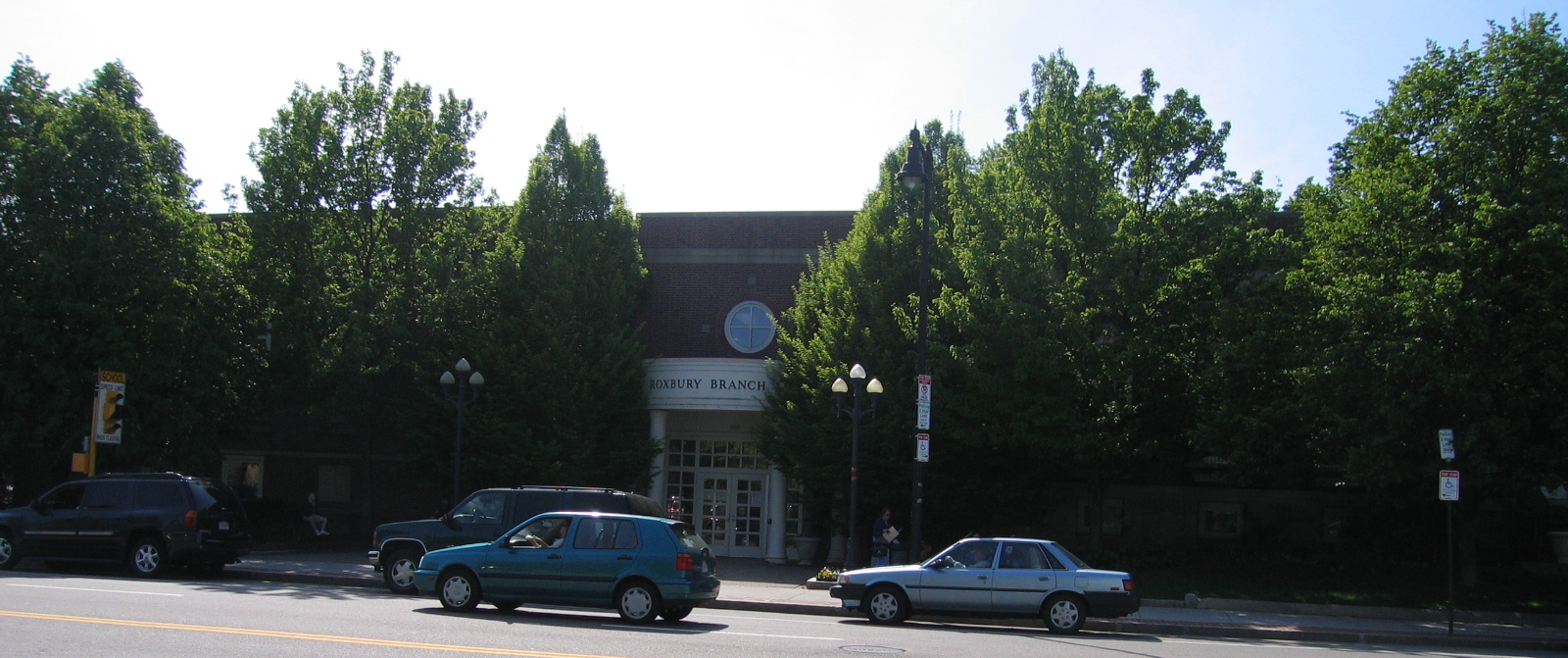
Das Gebäude der West Roxbury Branch Library

Die Boston Public Library (BPL) betreibt in West Roxbury eine eigene Zweigstelle. Im Jahr 1876 übernahm die Stadtbibliothek die West Roxbury Free Library und eröffnete damit eine Abholstelle im Stadtteil. Im Jahr 1896 wurde die Einrichtung zu einer Zweigstelle der BPL aufgewertet. Das heutige Gebäude wurde am aktuellen Standort in den Jahren 1921 und 1922 errichtet. 1977 zerstörte ein Feuer die angrenzende West Roxbury Congregational Church, woraufhin das Grundstück der Kirche der BPL gestiftet wurde, so dass ein Anbau an die Zweigstelle errichtet werden konnte. Die Erweiterung konnte am 24. September 1989 eröffnet werden.

## Persönlichkeiten
- Anthony Michael Hall, Schauspieler
- Robert Gould Shaw
- Chris Nilan, ehemaliger Spieler und Coach in der NHL
- Richard Olney, ehemaliger United States Attorney General und United States Secretary of State
- Dan Kiley, Landschaftsarchitekt der Modernisme
- Ellery Clark, US-amerikanischer Leichtathlet und Olympiasieger 1896
- Taylor Schilling, Schauspielerin
- Joe Nash, ehemaliger Spieler der NFL
- Rich Cronin, Sänger, Songschreiber und Leadsänger der Gruppe Lyte Funkie Ones
- Nathan Blecharczyk, Mitgründer von Airbnb, wurde hier geboren

## Sonstiges
In West Roxbury fand im 19. Jahrhundert das utopische Experiment Brook Farm der Transzendentalisten statt, das viele Persönlichkeiten wie Margaret Fuller und Nathaniel Hawthorne anzog. Hawthornes Roman The Blithedale Romance aus dem Jahr 1852 basiert auf seinem dortigen Aufenthalt.